# Lijst van bisschoppen van Skálholt
Onderstaande personen zijn allen bisschop te Skálholt, IJsland geweest.

## Rooms-katholiek
- 1056 – 1080: Ísleifur Gissurarson
- 1082 – 1118: Gissur Ísleifsson
- 1118 – 1133: Þorlákur Runólfsson
- 1134 – 1148: Magnús Einarsson
- 1152 – 1176: Klængur Þorsteinsson
- 1178 – 1193: Þorlákur helgi Þórhallsson
- 1195 – 1211: Páll Jónsson
- 1216 – 1237: Magnús Gissurarson
- 1238 – 1268: Sigvarður Þéttmarsson (Noor)
- 1269 – 1298: Árni Þorláksson
- 1304 – 1320: Árni Helgason
- 1321 – 1321: Grímur Skútuson (Noor)
- 1322 – 1339: Jón Halldórsson (Noor)
- 1339 – 1341: Jón Indriðason (Noor)
- 1343 – 1348: Jón Sigurðsson
- 1350 – 1360: Gyrðir Ívarsson (Noor)
- 1362 – 1364: Þórarinn Sigurðsson (Noor)
- 1365 – 1381: Oddgeir Þorsteinsson (Noor)
- 1382 – 1391: Mikael (Deen)
- 1391 – 1405: Vilchin Hinriksson (Deen)
- 1406 – 1413: Jón (Noor)
- 1413 – 1426: Árni Ólafsson
- 1426 – 1433: Jón Gerreksson (Deen)
- 1435 – 1437: Jón Vilhjálmsson Craxton (Engels)
- 1437 – 1447: Gozewijn Comhaer (Nederlander)
- 1448 – 1462: Marcellus (Duitser)
- 1462 – 1465: Jón Stefánsson Krabbe (Deen)
- 1466 – 1475: Sveinn spaki Pétursson
- 1477 – 1490: Magnús Eyjólfsson
- 1491 – 1518: Stefán Jónsson
- 1521 – 1540: Ögmundur Pálsson
- 1968 - 1979: (titulair) Jan Theunissen (Nederlander)
- 1982 - 2008: (titulair) Alphons Castermans (Nederlander)

## Protestants (Luthers)
- 1540 – 1548: Gissur Einarsson
- 1549 – 1557: Marteinn Einarsson
- 1558 – 1587: Gísli Jónsson
- 1589 – 1630: Oddur Einarsson
- 1632 – 1638: Gísli Oddsson
- 1639 – 1674: Brynjólfur Sveinsson
- 1674 – 1697: Þórður Þorláksson
- 1698 – 1720: Jón Vídalín
- 1722 – 1743: Jón Árnason
- 1744 – 1745: Ludvig Harboe (Deen)
- 1747 – 1753: Ólafur Gíslason
- 1754 – 1785: Finnur Jónsson
- 1785 – 1796: Hannes Finnsson